# 전락원
전락원(田樂園, 1927년 5월 16일~2004년 11월 3일)는 대한민국의 기업인 겸 교육가, 관광업자이다. '카지노의 대부'라는 별칭도 있다. 장로교 목사 전주부의 아들이며, 수필가 전숙희의 남동생이다. 파라다이스그룹의 창업주이며, 카지노업과 교육 사업을 하였다. 본관은 담양. 호는 우경(宇耕)이며 서울특별시 출신으로, 종교는 개신교(예장통합)이다.

## 생애
1927년 5월 16일 서울특별시 종로구(鍾路區) 계동에서 장로교 목사 전주부(田周富) 와 계성옥(桂成玉)의 2남 5녀 중 넷째이자, 수필가 전숙희(田叔禧)의 남동생이었다. 아버지 전주부는 생애중 14곳의 개척 교회를 설립한 목회자이자 기독교 운동가였다.
성균관대학교를 졸업한 후 올림포스 관광호텔 대표이사로 관광업계에 종사하기 시작한 그는 1973년 한국관광공사로부터 워커힐 카지노를 인수하며 국내 카지노 사업의 대표주자로 활약하였다. 그는 워커힐 카지노를 통해 막대한 부와 인맥을 쌓았으며 이를 바탕으로 차례로 부산, 제주, 도고, 인천, 아프리카 케냐 등에 파라다이스 호텔을 설립하고 부산과 제주, 인천에도 카지노를 개장하며 '카지노 업계의 대부'로 활동하였다.
이후 사업영역을 면세점, 건설, 소방용스프링클러 제조, 미디어 분야로 확대하며 ㈜파라다이스, ㈜파라다이스부산, 파라다이스건설, 파라다이스미디어아트 등 11개 영리 법인과 학교 법인 계원학원 등 5개 비영리 법인을 거느린 파라다이스그룹을 키워냈다.
1993년 외화 밀반출 혐의로 옥고를 치루었으며 이후 사면 복권되었다.
워커힐 카지노 사업을 맡고 있는 파라다이스는 2002년 11월 코스닥에 등록하였으며 파라다이스 호텔체인은 파라다이스호텔 제주, 케냐의 파라다이스 사파라파크호텔, 파라다이스호텔 부산, 파라다이스호텔 도고, 파라다이스호텔 인천 등 국내 토종 호텔 브랜드로 유명하게 되었다. 이후 계열사 별로 전문 CEO체제를 구축, 그룹 경영에서 한발 물러섰으며, 2004년 계원학원 이사장을 맡으면서 건강 악화로 인하여 그룹 경영에서 물러난 후 같은 해 11월 3일 향년 78세로 사망하였다.

## 후계 체제
생존시 수년간에 걸쳐 주요 지분을 아들인 전필립 파라다이스 부회장과 비영리법인에 넘기는 등 후계 체제를 준비해 왔다. 전락원 회장은 사망당시 그룹 주력사인 파라다이스에 대하여 6%정도의 지분만을 갖고 있는 것으로 알려졌다.

## 학력
- 성균관대학교 졸업

## 경력
- 1961년 12월~1962년 12월 서울특별시 청년회의소 부회장
- 1962년 1월~1964년 1월 한국관광협회 서울시협회 이사
- 1967년 10월~1972년 4월 (주)오림포스 관광호텔 대표이사
- 1970년 7월 월간 동서문학 발행인
- 1971년 2월~1972년 2월 Malaysia Genting Highlands Hotel 理事
- 1972년 4월 (주)파라다이스 회장
- 1972년 4월 (주)파라다이스 제주 설립
- 1973년 6월 (주)파라다이스산업 설립
- 1974년 3월 (주)파라다이스케냐 설립
- 1978년 9월~1983년 3월 대한스키협회 회장
- 1978년 11월~1980년 11월 대한올림픽위원회(KOC) 상임위원
- 1979년 10월 계원예술고등학교 설립
- 1981년 11월 (주)파라다이스호텔 부산 설립
- 1983년 10월 (주)파라다이스유통 설립
- 1987년 9월 (주)파라다이스호텔 도고 설립
- 1989년 2월 (재)파라다이스문화재단 이사장
- 1989년 9월 주한 케냐공화국 명예총영사
- 1993년 3월 계원조형예술학교 설립
- 1994년 12월 (재)파라다이스 복지재단 설립
- 1997년 2월 성균관대학교 정경학부 경제학과 명예졸업
- 2000년 4월 (주)파라다이스 인천 설립
- 2004년 3월 학교법인 계원학원 이사장 취임
- 2004년 11월 별세

## 가족 관계
- 아버지: 전주부(田周富, 1898년 1월 1일~1991년 3월 3일)
- 어머니: 계성옥(桂成玉)
  - 누나: 전숙희(田淑禧, 수필가 겸 교육자, 1919년 3월 15일~2010년 8월 1일)
- 자녀: 전필립, 전원미, 전지혜

## 같이 보기
- 파라다이스 그룹
- 전숙희
- 전주부
- 전필립
- 계원예술대학교
- 계원예술고등학교